# Cycloramphus fuliginosus
Cycloramphus fuliginosus é uma espécie de anfíbio anuro da família dos cicloranfídeos (Cycloramphidae).

## Distribuição e habitat
A rã-do-riacho É endêmica do sudeste do Brasil nas zonas serranas do bioma da Mata Atlântica e pode ser encontrada no Espírito Santo, no município de Santa Teresa; no Rio de Janeiro, no município do Rio de Janeiro, no morro do Corcovado e na Serra da Mangaratiba; no sul da Bahia, em São José do Macuco e a na Fazenda Unacau, nas cercanias do Parque Nacional da Serra das Lontras e no Refúgio da Vida Silvestre de Una; e em São Paulo. A partir do método do mínimo polígono convexo, se calculou que possui uma extensão de ocupação total a 68 347,33 quilômetros quadrados no Espírito Santo, Rio de Janeiro e São Paulo. Há ainda uma área de dois quilômetros por dois à subpopulação disjunta na Bahia. Geralmente ocorre em baixa densidade, mas no passado foi abundante no Rio de Janeiro. É uma espécie de hábitat-específico e reside em floresta primária e secundária próximo de riachos encachoeirados.

## Taxonomia
O nome específico foi originalmente escrito como fulginosus, mas a grafia subsequente incorreta fuliginosus por André Marie Constant Duméril e Gabriel Bibron (1841) foi seguida por autores posteriores e agora é preservada com base no "uso predominante".

## Conservação
Não há dados suficientes para determinar as ameaças à preservação da rã-do-riacho. Nas áreas onde ocorre nota-se a perda de habitat decorrente da agricultura, silvicultura, ocorrência de incêndios e expansão urbana. Ocorre em regiões abrigadas no Plano de Ação Nacional para Conservação da Herpetofauna Ameaçada da Mata Atlântica Nordestina (2013) e no Plano de Ação Nacional para a Conservação da Herpetofauna do Sudeste da Mata Atlântica (2015), organizados e conduzidos pelo Instituto Chico Mendes de Conservação da Biodiversidade (ICMBio). Em 2005, foi listado como criticamente em perigo na Lista de Espécies da Fauna Ameaçadas do Espírito Santo.